# KAPAP
KAPAP (w hebrajskim: קפא"פ, קפ"פ) – skrót od słów Krav Panim el Panim, co w dosłownym tłumaczeniu oznacza „walkę twarzą w twarz”. Jest to oryginalny system walki wręcz i samoobrony, stosowany i udoskonalany przez żydowskie jednostki ruchu oporu w czasie II wojny światowej.

## Historia
System KAPAP został opracowany w latach 30. XX wieku, jako część szkolenia przygotowawczego dla żydowskich osadników przybywających do Brytyjskiego Mandatu Palestyny w ramach piątej aliji. Nowo przybyli osiedlali się z reguły na terenach zamieszkałych przez Arabów, a zakładane przez nich osady i kibuce miały charakter warowny, z uwagi na panującą pomiędzy Żydami i Arabami wrogość.
KAPAP stanowił raczej założenia walki niż system, które pozwalały ćwiczyć i zdobywać nowe umiejętności praktyczne uczestnikom szkolenia. Oddziały Palmach zaadaptowały KAPAP jako stale rozwijający się system walki dla swoich rekrutów.
Początkowo był on uznawany za zestaw przydatnych praktycznych umiejętności zdobywanych przez żołnierza w czasie treningu. Głównym celem było zwiększenie wytrzymałości fizycznej, rozwój ducha walki, a także poszerzanie umiejętności walki defensywnej i ofensywnej. W jej skład wchodził trening fizyczny i wytrzymałościowy, użycie broni białej, boks, ju juitsu oraz walka nożem i pałką.

### Główni twórcy
- Gershon Kopler: instruktor judo i ju juitsu, zorganizował i stworzył koncepcję samoobrony jako część treningu KAPAP w strukturach Palmach i Hagana. Zginął w czasie wykonywania operacji specjalnej w okolicach Trypolisu w Libanie.
- Yehuda Marcus: główny instruktor wyszkolenia fizycznego, judo oraz ju juitsu. Zastąpił na tym stanowisku Gershona Koplera, zginął w tragicznym wypadku w trakcie ćwiczeń.
- Moshe Finkel: instruktor wyszkolenia fizycznego, połączył różne typy sztuk walki w jeden wspólny system treningowy.
- Maishel Horovitz: oficjalny instruktor KAPAP w Palmach, był odpowiedzialny za rozwój taktyki walki krótką pałką i rozpropagował ją w odniesieniu do systemu.
- Icchak Sade: dowódca Palmach, zaadaptował system treningowy KAPAP i przeniósł go później do ruchu Hagana oraz innych jednostek specjalnych.

Metoda walki krótką pałką w samoobronie stanowiąca część programu KAPAP została zaczerpnięta z systemu szkolenia jednostek brytyjskich stacjonujących w Indiach i była wciąż nauczana ze względu na zagrożenie ze strony miejscowych uzbrojonych w nabut (metrową krótką pałkę).
Za najważniejszą część treningu uznawano walkę pałką (krótką i długą). Metoda krótkiej pałki była używana najczęściej, ze względu na dostosowanie jej do młodych pokoleń rekrutów. Stała się zamiennikiem użycia broni palnej, której wykorzystanie było ograniczone. Wśród używanych kijów, w walce w systemie KAPAP używane były najczęściej krótkie pałki, dlatego te były najczęściej trenowane. Były także preferowane ze względu na możliwość ukrycia ich w rękawie zanim rozpoczęła się walka na ulicy.

### Szkolenie
System KAPAP opierał się na zasadach, nie technikach, dzięki czemu był względnie łatwy do dostosowania dla dużych grup ćwiczących.
Trening KAPAP obejmował:
- prawidłowe postawy ciała
- właściwe ustawienie względem przeciwnika
- powierzchnie uderzające
- sposoby uderzania
- obrony przed kijem/ batonem
- walkę kijem/ batonem

Prostota zasad KAPAP i szybkie dostosowanie uczyniły go skutecznym narzędziem treningowym tysięcy żołnierzy w Palmach i Haganie, grupach podziemia, które działały jako bojówki polityczne przywództwa żydowskiego w ziemiach zamieszkanych przez Żydów w ramach brytyjskiego mandatu w Palestynie.

## Czasy współczesne/ Reaktywacja systemu
Termin KAPAP został oficjalnie odrzucony przez wojsko z powodu ciągłych zmian infrastruktury i potrzeby dostosowania do współczesności. Od lat 40. XX wieku do 2000 roku użycie terminu KAPAP było ograniczone i zwykle dotyczyło historycznego określenia z wczesnego okresu żydowskiego podziemia oraz ruchu Palmach i Hagana.
Pod koniec roku 2000 zespół kierowany przez Chaim Peer i Avi Nardię (odpowiednio: podpułkownik i major rezerwy) zdecydowali się przywrócić do użycia termin KAPAP/ Krav Panim El Panim i ustanowili International Kapap Federation oraz NPO w Izraelu. Wiosną 2001 sierżant Jim Wagner z Biura Szeryfa w Orange USA odwiedził Izrael i spotkał Avi Nardię, który służył jako instruktor technik i taktyk interwencji w policji izraelskiej oraz samoobrony w wojsku. W wyniku tej wizyty Wagner zaprosił Avi Nardia, aby uczył KAPAP-u policję oraz armię w USA. Nardia odbył kilka podróży szkoleniowych do USA, dzięki czemu termin KAPAP stał się znany poza Izraelem, szczególnie po artykule, który wspólnie napisali Jim Wagner i Avi Nardia do Black Belt Magazine.
Avi Nardia przeniósł się do USA w 2003 roku i rozpoczął rozwój unikalnego systemu z pomocą innych ekspertów od taktyki oraz instruktorów walki wręcz. KAPAP został także doceniony przez organy ścigania oraz agencje federalne, a także przez obywateli, którzy dostrzegli realny system walki jako łatwy do zastosowania i nauczenia się.
W roku 2005 została stworzona przez dwóch instruktorów: Avi Nardię i Alberta Timena KAPAP Academy, wyłącznie w celu promowania KAPAP poza Izraelem oraz aby certyfikować instruktorów tego systemu.